# Henri Larnoe
Alfons Henri Larnoe (Antuérpia, 18 de maio de 1897 - 24 de fevereiro de 1978) foi um futebolista belga que competiu nos Jogos Olímpicos de Verão de 1920, ele ganhou a medalha de ouro como membro da Seleção Belga.

## Ligações Externas
- Perfil em DatabaseOlympics[ligação inativa]